# Martin Atkins (Wigan)
Martin Atkins (Wigan) (Wigan, 4 april 1975) is een Engelse dartsspeler die momenteel uitkomt voor de WDF. Hij wordt Martin Atkins (Wigan) genoemd om verwarring te voorkomen met Martin Atkins uit Leeds.

## Carrière
Atkins won zijn tourkaart voor de PDC Pro Tour 2020 op de Q-School.
Hij plaatste zich voor de UK Open 2020 als de nummer 123 op de PDC Order of Merit en werd pas uitgeschakeld in de vijfde ronde waarin hij verloor van Jamie Hughes. Weliswaar kreeg hij een bye in de vierde ronde door het afzeggen van Max Hopp, maar hij won wel respectievelijk van de Schot Ryan Murray, de Duitser Christian Bunse en Nederlander Wesley Harms (6 - 5).

## Resultaten op Wereldkampioenschappen

### WDF
- 2019: Laatste 128 (verloren van Gary Elliott met 1-4)